# Aqua Blue Sport
Aqua Blue Sport (UCI Team Code: ABS) — ирландская мужская профессиональная шоссейная велокоманда имеющая статус UCI Professional Continental team, основанная в 2017 году.

## История
Aqua Blue Sport - первая ирландская велокоманда, имеющая статус проконтинентальной.
Основана ирландским бизнесменом Риком Дилейни в целях развития велоспорта в Ирландии. В 2016 году Дилейни заверил, что обеспечит финансирование команды на ближайшие 4 года. Отдалённой целью Aqua Blue Sport является вхождение в число команд Мирового тура  на четвёртый год работы команды и участие в Тур де Франс.
Добившись первых успехов команда была приглашена выступить на Вуэльта Испании. Несмотря на то, что команда  в результате поджога потеряла свой автобус, она продолжила выступление и её велогонщик Штефан Денифль выиграл 17-й этап Гранд-тура.
В первый год своего существования команда  выиграла свой первый индивидуальный этап (Тур Швейцарии), первую генеральную классификацию велогонки (Тур Австрии), первый национальный чемпионат страны (Чемпионат США в групповой гонке), и первый этап на Гранд-туре.
В 2018 году команда не получила приглашений ни на один Гранд-тур. В августе 2018 года она объявила, что не станет подавать заявку на получение лицензии проконтинентальной команды на 2019 год, и проект, связанный с выступлениями велокоманды на шоссе на профессиональном уровне, будет закрыт в конце сезона.

## Сезон 2018
В состав команды на сезон 2018 года вошли 16 гонщиков:
| Состав 2018                                 | Состав 2018      | Состав 2018                        | Состав 2018 |
| Гонщик                                      | Дата рождения    | Предыдущая команда                 |             |
| ------------------------------------------- | ---------------- | ---------------------------------- | ----------- |
| Шейн Арчбольд                               | 2 февраля 1989   | Bora-Hansgrohe (2017)              |             |
| Адам Блайт                                  | 1 октября 1989   | Tinkoff (2016)                     |             |
| Маттеу Браммейер (1 янв–26 июн)             | 7 июня 1985      | Dimension Data (2016)              |             |
| Марк Кристиан                               | 20 ноября 1990   | Team Wiggins (2016)                |             |
| Штефан Денифль                              | 22 сентября 1987 | IAM Cycling (2016)                 |             |
| Эдвард Данбар (1 янв–12 сен, Примечание)    | 1 сентября 1996  | Axeon-Hagens Berman (2017)         |             |
| Конор Данн                                  | 22 января 1992   | JLT Condor (2016)                  |             |
| Эндрю Фенн                                  | 1 июля 1990      | Team Sky (2016)                    |             |
| Аарон Гейт                                  | 26 ноября 1990   | An Post-ChainReaction (2016)       |             |
| Лассе Норман Хансен                         | 11 февраля 1992  | Stölting Service Group (2016)      |             |
| Петер Конинг                                | 3 декабря 1990   | Drapac Professional Cycling (2016) |             |
| Михел Кредер                                | 15 августа 1987  | Roompot-Oranje Peloton (2016)      |             |
| Даниэль Пирсон                              | 26 февраля 1994  | Team Wiggins (2016)                |             |
| Каспер Педерсен                             | 15 марта 1996    | Giant-Castelli (2017)              |             |
| Ларри Уорбасс                               | 28 июня 1990     | IAM Cycling (2016)                 |             |
| Кэлвин Уотсон                               | 6 января 1993    | An Post-ChainReaction (2016)       |             |
|                                             |                  |                                    |             |
| Источники: ProCyclingStats Cycling Quotient |                  |                                    |             |

Примечание:  Эдвард Данбар, смена команды

## Победы
| 1 фев  | Херальд Сан Тур, 1-й этап | 2.1  | Лассе Норман Хансен |
| 17 июн | Елфстеденронде            | 1.1  | Адам Блайт          |
| 1 авг  | Тур Дании, 1-й этап       | 2.HC | Лассе Норман Хансен |

## Сезон 2017

#### Состав
| Состав 2017                                 | Состав 2017      | Состав 2017                        | Состав 2017 |
| Гонщик                                      | Дата рождения    | Предыдущая команда                 |             |
| ------------------------------------------- | ---------------- | ---------------------------------- | ----------- |
| Адам Блайт                                  | 1 октября 1989   | Tinkoff (2016)                     |             |
| Маттеу Браммейер                            | 7 июня 1985      | Dimension Data (2016)              |             |
| Марк Кристиан                               | 20 ноября 1990   | Team Wiggins (2016)                |             |
| Штефан Денифль                              | 22 сентября 1987 | IAM Cycling (2016)                 |             |
| Конор Данн                                  | 22 января 1992   | JLT Condor (2016)                  |             |
| Эндрю Фенн                                  | 1 июля 1990      | Team Sky (2016)                    |             |
| Аарон Гейт                                  | 26 ноября 1990   | An Post-ChainReaction (2016)       |             |
| Лассе Норман Хансен                         | 11 февраля 1992  | Stölting Service Group (2016)      |             |
| Ли Ховард                                   | 18 октября 1989  | IAM Cycling (2016)                 |             |
| Martyn Irvine                               | 6 июня 1985      | Madison Genesis (2015)             |             |
| Петер Конинг                                | 3 декабря 1990   | Drapac Professional Cycling (2016) |             |
| Михел Кредер                                | 15 августа 1987  | Roompot-Oranje Peloton (2016)      |             |
| Ларс Петер Нордхауг                         | 14 мая 1984      | Team Sky (2016)                    |             |
| Даниэль Пирсон                              | 26 февраля 1994  | Team Wiggins (2016)                |             |
| Ларри Уорбасс                               | 28 июня 1990     | IAM Cycling (2016)                 |             |
| Кэлвин Уотсон                               | 6 января 1993    | An Post-ChainReaction (2016)       |             |
|                                             |                  |                                    |             |
| Источники: ProCyclingStats Cycling Quotient |                  |                                    |             |

#### Победы
| 13 июн | Тур Швейцарии, 3-й этап                | 2.UWT | Ларри Уорбасс   |
| 8 июл  | Тур Австрии, генеральная классификация | 2.1   | Делио Фернандес |
| 6 сен  | Вуэльта Испании, 17-й этап             | 2.UWT | Штефан Денифль  |

## Достижения
2017
Этап 4  Тур Швейцарии — Ларри Уорбасс
 Генеральная классификация Тур Австрии — Штефан Денифль
Этап 17 Вуэльта Испании — Штефан Денифль
 Чемпионат США (групповая гонка) — Ларри Уорбасс
2018
Этап 1 Хералд Сан Тур — Лассе Норман Хансен
Elfstedenronde — Адам Блайт